# Arcila (San Juan del Río)
Arcila es una localidad del municipio de San Juan del Río, en el estado de Querétaro, México.

## Demografía
El Censo de Población y Vivienda 2010 arrojó una población de 3,881 habitantes, lo que corresponde al 1.60% de la población municipal.

## Geografía
Se localiza al poniente del municipio de San Juan del Río a 14 kilómetros de la cabecera municipal, a una altitud de 1967 metros sobre el nivel del mar.
- Datos: Q64830528